# Donac
Die Donac ist ein kleiner Fluss in Frankreich, der im Département Ille-et-Vilaine in der Region Bretagne verläuft. Sie entspringt im Waldgebiet Forêt de Tanouarn im südwestlichen Teil der Gemeinde von Dingé, entwässert unter dem Namen Ruisseau de Rouillon zunächst Richtung Südwest und erreicht bei der Schleuse La Dialais den Schifffahrtskanal Canal d’Ille-et-Rance. Hier wechselt er abrupt seine Fließrichtung auf Nordwest, verläuft parallel zum Kanal und mündet nach insgesamt rund 18 Kilometern an der Gemeindegrenze von Saint-Domineuc und La Chapelle-aux-Filtzméens als linker Nebenfluss in den Linon.

## Orte am Fluss
(Reihenfolge in Fließrichtung)
- Le Grand Châtelain, Gemeinde Tinténiac
- La Guéhardière, Gemeinde Hédé-Bazouges
- Ligandière, Gemeinde Tinténiac
- Tinténiac
- Québriac
- La Ville Thébault, Gemeinde La Chapelle-aux-Filtzméens
- Le Village, Gemeinde Saint-Domineuc
- Le Bois Avril, Gemeinde Saint-Domineuc

## Sehenswürdigkeiten
- Château du Logis, Schloss mit Ursprüngen aus dem 16. Jahrhundert am Flussufer in der Gemeinde La Chapelle-aux-Filtzméens – Monument historique[4]

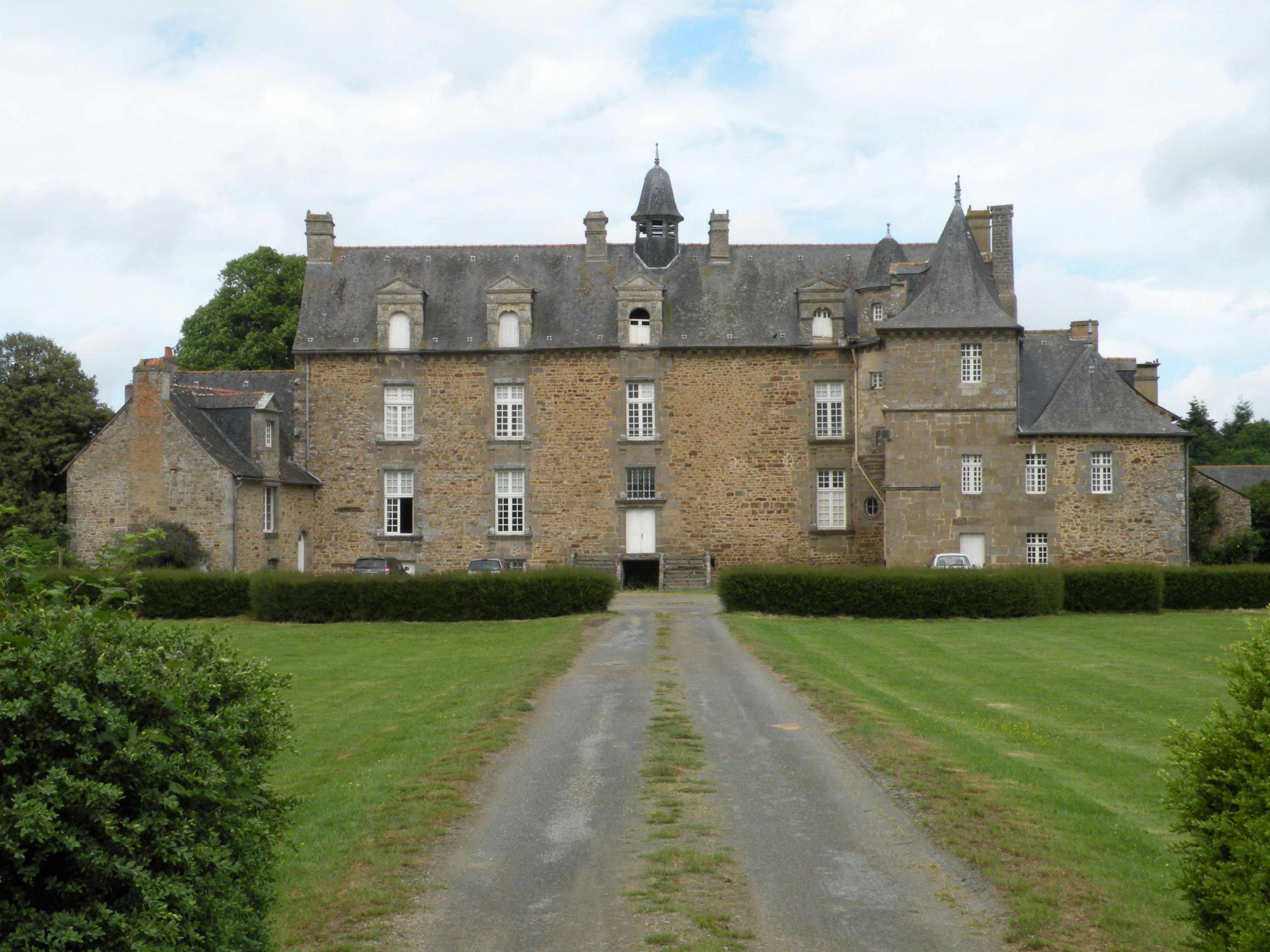
Château du Logis